# نبودنت
نبودنت فیلم ایرانی به کارگردانی، نویسندگی و تهیه‌کنندگی کاوه سجادی حسینی محصول سال ۱۴۰۱ است. این فیلم در بخش سودای سیمرغ چهل و دومین دوره جشنواره فجر حضور دارد.

## داستان
مرضیه چندسال در انتظار همسر خود است، ولی همسرش توان بازگشت به خانه را ندارد.